# Noortwijck
Noortwijck, ook wel bekend als Greenwijck (van de houtsoort grenen), was een nederzetting in Nieuw-Nederland. Noortwijk werd vanaf 1629 bewoond. De nederzetting begon als tabaksplantage van directeur-generaal Wouter van Twiller, en is tegenwoordig bekend als Greenwich Village, een wijk in Lower Manhattan in New York (stad).